# Сен-Совер-Віллаж
Сен-Совер-Віллаж (фр. Saint-Sauveur-Villages) — муніципалітет у Франції, у регіоні Нижня Нормандія, департамент Манш. Сен-Совер-Віллаж утворено 1 січня 2019 року шляхом злиття муніципалітетів Анктевіль, Ла-Ронд-Е, Ле-Менібю, Сент-Обен-дю-Перрон, Сен-Мішель-де-ла-П'єрр, Сен-Совер-Ланделен i Водримені. Адміністративним центром муніципалітету є Сен-Совер-Ланделен. Населення — 3362 особи (01.01.2021).